# Birkózás az 1956. évi nyári olimpiai játékokon
Az 1956. évi nyári olimpiai játékokon a birkózás  tizenhat versenyszámból állt, nyolc szabadfogású és nyolc kötöttfogású  versenyt rendeztek.

## Éremtáblázat
(A táblázatokban a hazai és a magyar csapat eltérő háttérszínnel, az egyes számoszlopok legmagasabb értéke, vagy értékei vastagítással kiemelve.)
| Az 1956. évi nyári olimpiai játékok éremtáblázata birkózásban | Az 1956. évi nyári olimpiai játékok éremtáblázata birkózásban | Az 1956. évi nyári olimpiai játékok éremtáblázata birkózásban | Az 1956. évi nyári olimpiai játékok éremtáblázata birkózásban | Az 1956. évi nyári olimpiai játékok éremtáblázata birkózásban | Olimpia  |
| ------------------------------------------------------------- | ------------------------------------------------------------- | ------------------------------------------------------------- | ------------------------------------------------------------- | ------------------------------------------------------------- | -------- |
|                                                               | Ország                                                        | Arany                                                         | Ezüst                                                         | Bronz                                                         | Összesen |
| 1.                                                            | Szovjetunió (URS)                                             | 6                                                             | 2                                                             | 5                                                             | 13       |
| 2.                                                            | Törökország (TUR)                                             | 3                                                             | 2                                                             | 2                                                             | 7        |
| 3.                                                            | Irán (IRI)                                                    | 2                                                             | 2                                                             | 0                                                             | 4        |
| 4.                                                            | Japán (JPN)                                                   | 2                                                             | 1                                                             | 0                                                             | 3        |
| 5.                                                            | Finnország (FIN)                                              | 2                                                             | 0                                                             | 2                                                             | 4        |
| 6.                                                            | Bulgária (BUL)                                                | 1                                                             | 3                                                             | 0                                                             | 4        |
| 7.                                                            | Svédország (SWE)                                              | 0                                                             | 1                                                             | 3                                                             | 4        |
| 8.                                                            | Egyesült Államok (USA)                                        | 0                                                             | 1                                                             | 1                                                             | 2        |
| 8.                                                            | Magyarország (HUN)                                            | 0                                                             | 1                                                             | 1                                                             | 2        |
| 8.                                                            | Olaszország (ITA)                                             | 0                                                             | 1                                                             | 1                                                             | 2        |
| 11.                                                           | Egyesült Német Csapat (EUA)                                   | 0                                                             | 1                                                             | 0                                                             | 1        |
| 11.                                                           | Belgium (BEL)                                                 | 0                                                             | 1                                                             | 0                                                             | 1        |
| 13.                                                           | Románia (ROU)                                                 | 0                                                             | 0                                                             | 1                                                             | 1        |
|                                                               |                                                               |                                                               |                                                               |                                                               |          |
| Összesen                                                      | Összesen                                                      | 16                                                            | 16                                                            | 16                                                            | 48       |

## A szabadfogású birkózás érmesei
| Az 1956. évi nyári olimpiai játékok érmesei szabadfogású birkózásban |                                           |                                         |                                         |
| Versenyszám                                                          | Arany                                     | Ezüst                                   | Bronz                                   |
| lepkesúly (52 kg-ig)                                                 | Mirian Calkalamanidze · Szovjetunió (URS) | Mohammad Ali Khojastehpour · Irán (IRI) | Hüseyin Akbaş · Törökország (TUR)       |
| légsúly (57 kg-ig)                                                   | Mustafa Dağıstanlı · Törökország (TUR)    | Mohamed Mehdi Yaghoubi · Irán (IRI)     | Mihail Sahov · Szovjetunió (URS)        |
| pehelysúly (62 kg-ig)                                                | Szaszahara Sózó · Japán (JPN)             | Joseph Mewis · Belgium (BEL)            | Erkki Penttilä · Finnország (FIN)       |
| könnyüsúly (67 kg-ig)                                                | Imam-Ali Habibi · Irán (IRI)              | Kaszahara Sigeru · Japán (JPN)          | Alimbeg Besztajev · Szovjetunió (URS)   |
| váltósúly (73 kg-ig)                                                 | Ikeda Micuo · Japán (JPN)                 | İbrahim Zengin · Törökország (TUR)      | Vahtang Balavadze · Szovjetunió (URS)   |
| középsúly (79 kg)                                                    | Nikola Sztancsev · Bulgária (BUL)         | Danny Hodge · Egyesült Államok (USA)    | Georgij Szhirtladze · Szovjetunió (URS) |
| félnehézsúly (87 kg)                                                 | Gholamreza Takhti · Irán (IRI)            | Borisz Kulajev · Szovjetunió (URS)      | Peter Blair · Egyesült Államok (USA)    |
| nehézsúly (87+ kg)                                                   | Hamit Kaplan · Törökország (TUR)          | Huszein Mehmedov · Bulgária (BUL)       | Taisto Kangasniemi · Finnország (FIN)   |

## A kötöttfogású birkózás érmesei
| Az 1956. évi nyári olimpiai játékok érmesei kötöttfogású birkózásban |                                            |                                                 |                                        |
| Versenyszám                                                          | Arany                                      | Ezüst                                           | Bronz                                  |
| lepkesúly (52 kg-ig)                                                 | Nyikolaj Szolovjov · Szovjetunió (URS)     | Ignazio Fabra · Olaszország (ITA)               | Dursan Ali Eğribaş · Törökország (TUR) |
| légsúly (57 kg-ig)                                                   | Konsztantyin Virupajev · Szovjetunió (URS) | Edvin Vesterby · Svédország (SWE)               | Francisc Horvath · Románia (ROU)       |
| pehelysúly (62 kg-ig)                                                | Rauno Mäkinen · Finnország (FIN)           | Polyák Imre · Magyarország (HUN)                | Roman Dzeneladze · Szovjetunió (URS)   |
| könnyűsúly (67 kg-ig)                                                | Kyösti Lehtonen · Finnország (FIN)         | Rıza Doğan · Törökország (TUR)                  | Tóth Gyula · Magyarország (HUN)        |
| váltósúly (73 kg-ig)                                                 | Mithat Bayrak · Törökország (TUR)          | Vlagyimir Manyejev · Szovjetunió (URS)          | Per Berlin · Svédország (SWE)          |
| középsúly (79 kg)                                                    | Givi Kartozija · Szovjetunió (URS)         | Dimitar Dobrev · Bulgária (BUL)                 | Rune Jansson · Svédország (SWE)        |
| félnehézsúly (87 kg)                                                 | Valentyin Nyikolajev · Szovjetunió (URS)   | Petko Szirakov · Bulgária (BUL)                 | Karl-Erik Nilsson · Svédország (SWE)   |
| nehézsúly (87+ kg)                                                   | Anatolij Parfjonov · Szovjetunió (URS)     | Wilfried Dietrich · Egyesült Német Csapat (EUA) | Adelmo Bulgarelli · Olaszország (ITA)  |